# Odesa järnvägsstation
Odesa järnvägsstation (ukrainska: Одеса-Головна, ryska: Одесса-Главная) är centralstationen i Odesa i södra Ukraina. Den blev byggd i slutet av 1800-talet, men förstört under andra världskriget 1944 och återuppbyggd 1952. Stationen ligger i den södra delen av den gamla staden. Från Odesa finns det direkttåg till alla större städer i Ukraina.